# Myosorex okuensis
Myosorex okuensis är en däggdjursart som beskrevs av Heim de Balsac 1968. Myosorex okuensis ingår i släktet Myosorex och familjen näbbmöss. IUCN kategoriserar arten globalt som starkt hotad. Inga underarter finns listade i Catalogue of Life.
Några exemplar hade en kroppslängd (huvud och bål) av 7,2 till 7,3 cm, en svanslängd av 4,0 till 4,1 cm och en vikt av 11 till 12 g. Bakfötterna är ungefär 1,2 cm långa och öronens längd ligger vid 0,8 cm. Den korta, täta och mjuka pälsen på ovansidan har en svartbrun färg och undersidans päls är lite ljusare. De korta öronen är nästan gömda i pälsen. Tårna är utrustade med ganska långa klor och svansen har samma färg som ovansidans päls. I överkäken förekommer vid första framtanden per sida en liten krok. Sedan följer fyra tänder med en enda spets varav den första är ganska stor och den fjärde är ytterst liten. En liknande art är Myosorex rumpii som dok har en kortare svans jämförd med övriga kroppens längd.
Denna näbbmus förekommer i bergstrakter i västra Kamerun. Flera berg i regionen är vulkaner. Utbredningsområdet ligger mellan 1800 och 2300 meter över havet. Arten lever i ursprungliga tropiska skogar.